# (36826) 2000 SS88
2000 SS88 (asteroide 36826) é um asteroide da cintura principal. Possui uma excentricidade de 0.26611090 e uma inclinação de 6.10232º.
Este asteroide foi descoberto no dia 24 de setembro de 2000 por LINEAR em Socorro.